# ۶۵۲ (خورشیدی)
۶۵۲ ششصد و پنجاه و دومین سال هجری خورشیدی است.

## درگذشتگان
مولانا جلال الدین محمد بلخی